# ハオコゼ科
ハオコゼ科（学名：Tetrarogidae）は、カサゴ目に含まれる魚類の分類群のひとつ。フサカサゴ科に近縁であり、フサカサゴ科の亜科とする見解もある。インド洋と西太平洋に分布する。底魚であり、水深300メートルまでの範囲に生息する。
英語では「waspfish(スズメバチの魚)と呼ばれ、その名が示すように、しばしば棘に毒腺を持ち有毒である。海底に隠れて生活していることが多い。小型で、2.5センチメートルから23センチメートルほどの大きさである。

## 分類と名称
1949年に南アフリカの魚類学者であるJ. L. B. Smithによって設立された。『Fishes of the World fifth edition』ではフサカサゴ科の亜科とされているが、FishBaseなどは有効な科として扱っている。目の下にナイフのような突起が付きだしているため、オニオコゼ科に含める見解もある。
学名は1860年にアルベルト・ギュンターによって記載されたアゴヒゲオコゼ属に基づいており、「4つの裂け目」を意味し、鰓にある4つの裂け目を示している。

## 下位分類
FishBaseによれば、本科には以下の17属が含まれる。
- ツマジロオコゼ属 Ablabys Kaup, 1873
- Centropogon Gunther, 1860
- Coccotropsis Barnard, 1927
- Cottapistus Bleeker, 1876
- Glyptauchen Gunther, 1860
- Gymnapistes Swainson, 1839
- Liocranium Ogilby, 1903
- ナガハチオコゼ属 Neocentropogon Matsubara, 1943
- Neovespicula Mandrytsa, 2001
- Notesthes Ogilby, 1903
- ハチオコゼ属 Ocosia Jordan & Starks, 1904
- ハオコゼ属 Paracentropogon Bleeker, 1876
- Pseudovespicula Mandrytsa, 2001
- ウマノホシハオコゼ属 Richardsonichthys J.L.B. Smith, 1958
- ヤマヒメ属 Snyderina Jordan & Starks, 1901
- アゴヒゲオコゼ属 Tetraroge Gunther, 1860
- Vespicula Jordan & Richardson, 1910

Vespicula 属には3種が分類されているが、V. trachinoides を単型属 Trichosomus に分類し、残りの2種を Pseudovespicula 属に分類する見解もある。

## 形態
体は側扁しており、頭部に隆起と棘を持つ。鰓蓋の棘は分岐しており、鰓膜には峡部がない。背鰭棘の先端は頭蓋骨上に位置する。眼の下には外側に突き出ている大きな可動棘がある。棘には強力な毒を持つ。体長2.5-23cmの小型魚である。

## 分布と生息地
大半の種がインド洋と西太平洋に分布するが、例外として Coccotropsis gymnoderma は南アフリカ沖の南東大西洋に分布する。底魚であり、ほとんどが海水に生息するが、一部の種は汽水域に生息し、Notesthes robusta は、生涯の大半を河川の淡水域で過ごす。ヒゲソリオコゼは英名で「freshwater waspfish」と呼ばれており、主に汽水域に生息するが、淡水域にも進出することがある。

## 生態
有毒であり、棘に刺されると激しく痛む場合もある。肉食魚であり、甲殻類や魚類を捕食する。